# 菅义伟
菅義偉（日语：／ Suga Yoshihide ?，1948年12月6日—），日本自由民主党籍政治人物，出生於秋田縣雄勝町（今湯澤市），現任自由民主黨副總裁，第99任內閣總理大臣（首相），曾歷任內閣官房長官、北朝鮮綁架問題擔當大臣、郵政民營化擔當大臣、總務大臣、自由民主黨總裁等職務，自1996年起獲選為神奈川縣第2區眾議院議員並擔任至今。
2019年4月1日，作為時任內閣官房長官的菅義偉在明仁天皇退位前一個月的記者會上舉板公布未來新年號為「令和」，於是人們便仿照1989年因舉板公布「平成」年號而獲得「平成大叔」綽號的時任內閣官房長官小淵惠三，稱其為「令和大叔」（令和おじさん）。
2020年9月14日，菅义伟在自由民主黨總裁補選中以绝对优势获胜，當選第26任总裁，并于9月16日被日本國會正式指名為第99任內閣總理大臣，接替在任近八年的安倍晋三。2021年9月3日，菅義偉宣布放棄角逐連任自由民主黨總裁。同年9月29日，岸田文雄在自由民主黨總裁選舉决选中以绝对优势擊敗競選對手河野太郎，當選第27任总裁，菅义伟随即交棒卸任，並於10月4日率领內閣總辭，由岸田文雄接任內閣總理大臣的職務。

## 家庭
菅義偉出生於秋田縣雄勝郡雄勝町（今湯澤市），為地方農家的長男，家族中有父母，兩名姐姐及一名弟弟。父親菅和三郎曾是南滿州鐵道职员，日本二戰投降後回鄉務農，并成功將「秋之宮草莓」品牌化。兩名姐姐都在高中擔任教職。

## 從政經歷
高中畢業後，認為自己因「無法考上跟姐姐一樣的學校」，抱持著「到東京闖闖看，總能有甚麼改變」的心態前往東京就職。之後在紙箱工廠工作期間，感受到現實嚴酷，於工作兩年後，半工半讀，因法政大學當時的學費在私立大學中相對便宜，於是努力学习，考入了法政大學第一法學部（非夜校）政治學科就讀。
1975年，透過學長介紹而開始擔任眾議員小此木彦三郎的秘書，此番經歷長達11年。並在1983年小此木就任通商產業大臣時，成為大臣祕書官。
1984年，進入通商產業省（現在的經濟產業省）工作，隨後又成為橫濱市議會成員。  
1996年，首次當選眾議員，曾任自民黨副幹事長、國土交通大臣政務官、經濟產業大臣政務官、總務副大臣等，屬自民党丹羽古賀派。
1998年，又當選眾議員，加入平成政研會，後因拒絕在黨總裁選舉中支持小淵惠三而脫離平成政研會，加入宏池會(加藤派)。2000年11月，由於當時的首相森喜朗因多次失言引致民望低落，宏池會會長加藤紘一與山崎派會長山崎拓二人借在野黨提出的內閣不信任動議，企圖反對或缺席令議案通過，世稱為加藤之亂。當時菅義偉與加藤紘一同調，在投票時缺席，加入反加藤的古賀派。
2006年9月26日，安倍晉三首次當選日本首相後，菅義偉被任命為第1次安倍內閣的總務大臣。2009年，自民黨下野後，退出宏池會變成無派閥。
2012年9月27日，安倍晉三再次出任自民党總裁後，任命原總務大臣菅義偉為自由民主黨代理幹事長，主管選舉事務。

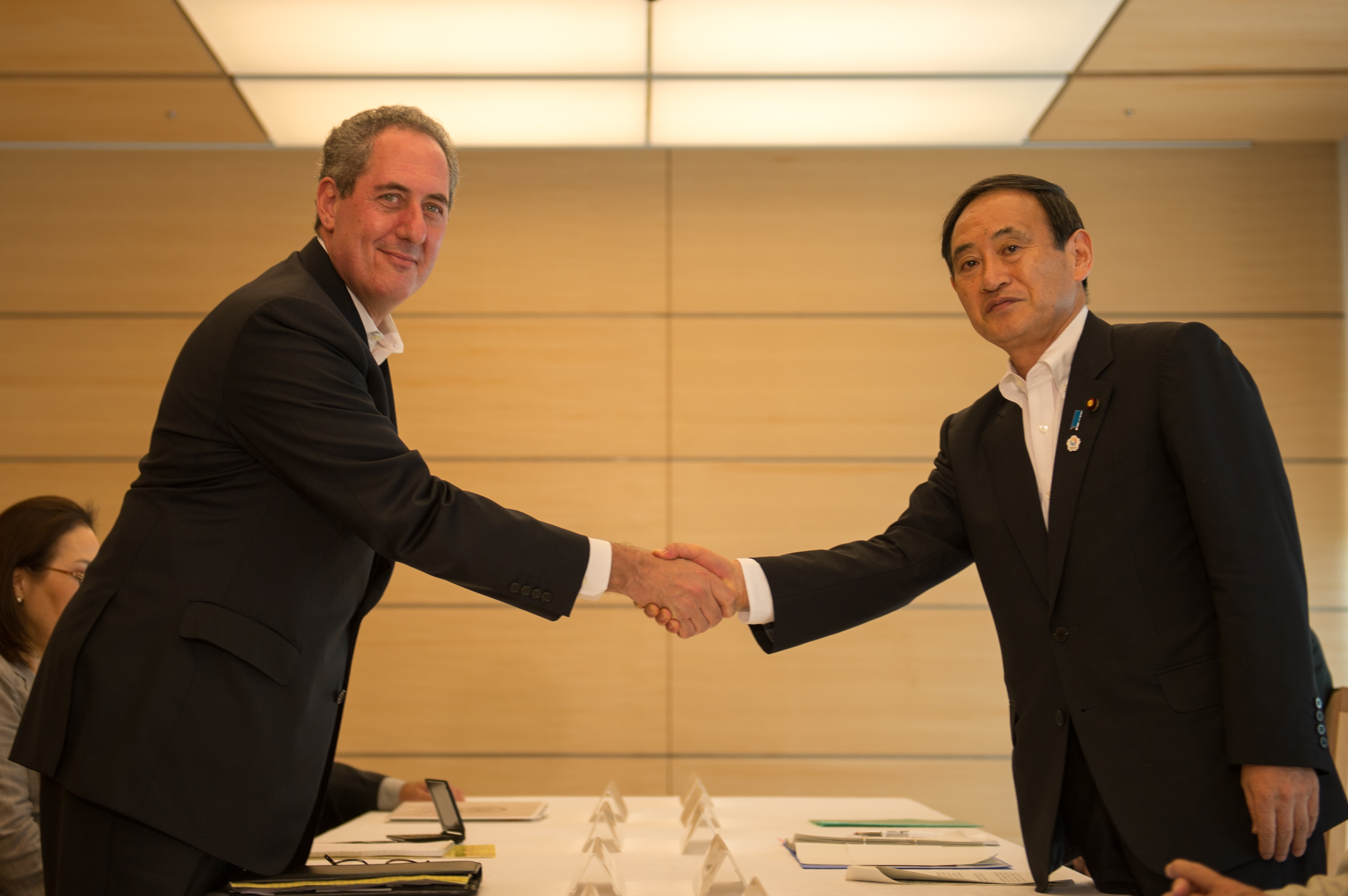
2013年8月19日菅义伟在东京与美国贸易代表迈克尔·弗朗会面

2012年12月26日，隨著安倍晉三再次成為首相，被任命為內閣官房長官。
2016年7月7日，以1290日成為在任時間最長的內閣官房長官，超越福田康夫。
2017年8月3日，成為第4次安倍內閣成員之一，留任內閣官房長官。  

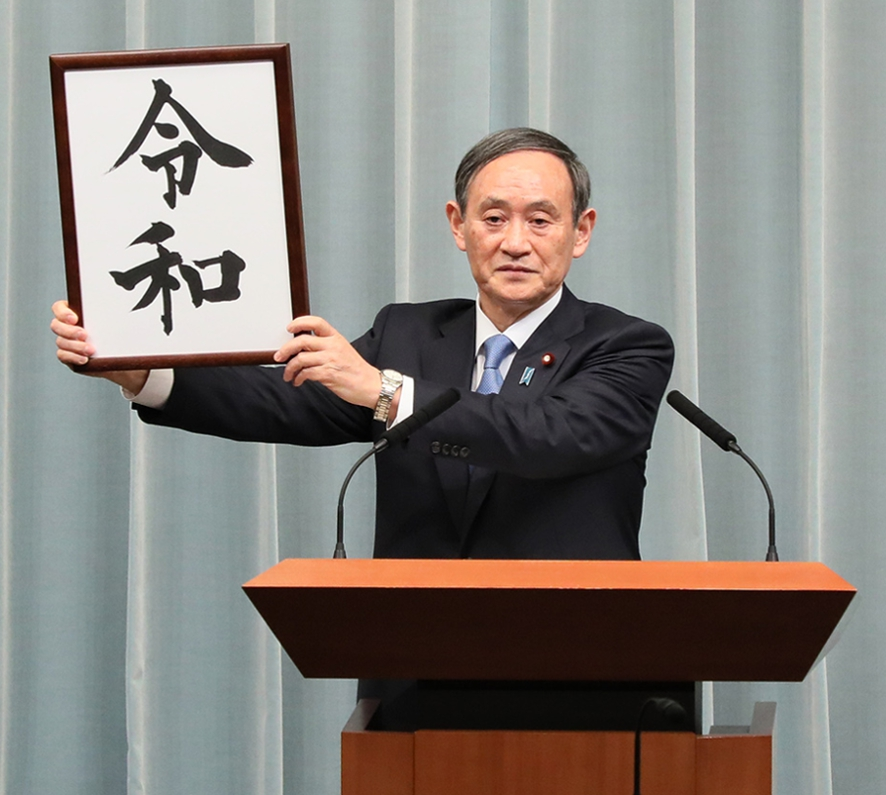
2019年4月1日，時任内阁官房长官菅義偉公布新年號「令和」

2019年4月1日，發表新年號「令和」，因而知名度上昇，被媒體稱為「令和大叔」。他于同月28日参加了NICONICO超會議2019并与年轻人合影。

## 出任首相

### 當選

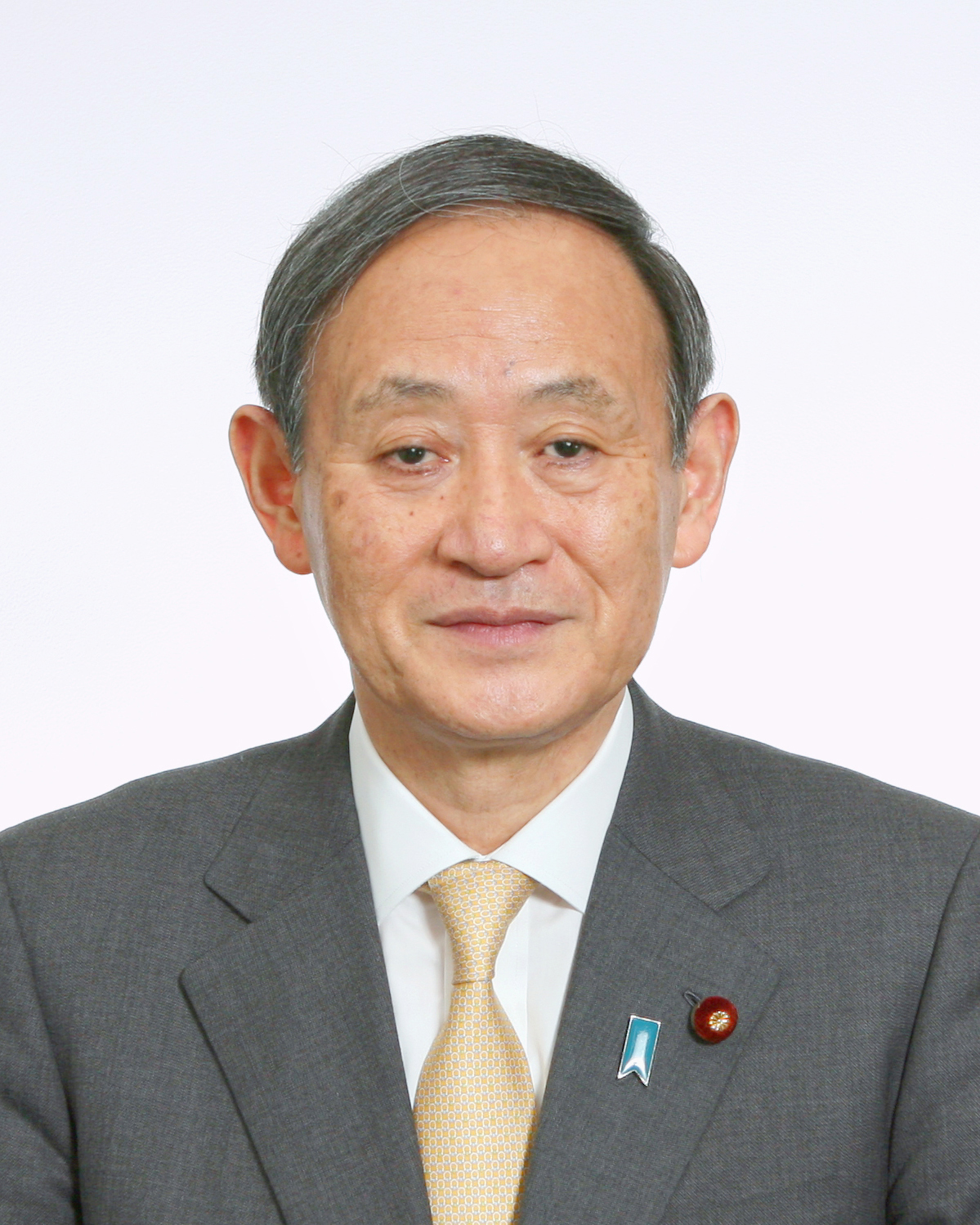
日本首相官邸官方肖像

2020年8月28日，安倍晉三因潰瘍性結腸炎復發，宣布9月將請辭總理總裁（日本內閣總理大臣、自由民主黨總裁），作為安倍晉三左右手的官房長官菅義偉決定競逐。同年9月14日，菅義偉以377票的高票當選第26屆自民黨總裁，擊敗了以89票居次的岸田文雄以及得到68票的石破茂，在9月16日成為首位於令和時代就任的首相。菅義偉是一個「非世襲議員」（非出身政治世家）及「無派閥所屬議員」（並未參加黨內派系），卻能夠當選總理總裁，上一次自民黨選出「非世襲議員」且當選總裁，是2000年4月5日的森喜朗。並是自民黨內第一位出身秋田縣、同時也是第一位從法政大學畢業的總裁；也是繼前总理大臣鈴木善幸以来，第二位出身東北地區的總裁。

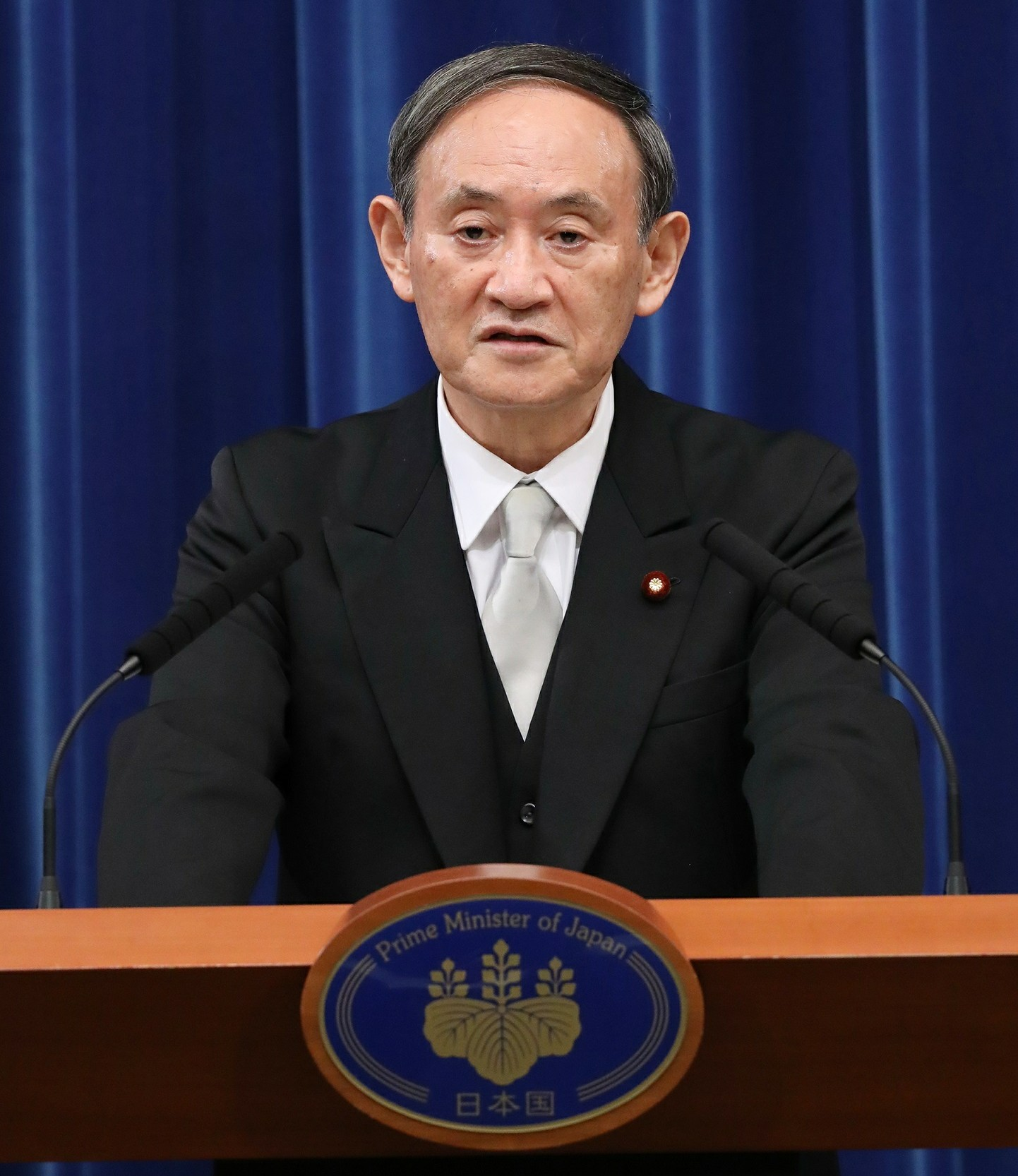
菅義偉成為日本首相後首次出席記者會（2020年9月16日）

### 2020年日本學術會議任命風波
2020年菅义伟出任日本內閣總理大臣後首次遭遇日本學術會議半數成員定期改選，依照慣例舊會員退休後105名接任新会员的推荐名单由他們推薦，日本首相做形式任命，並不會對內容有更改以象徵日本學術獨立和言論自由。日本政府1983年修订的《法律案审议录》规定，日本内阁府对学术会议推荐的会员进行“形式上的任命”。时任首相中曾根康弘更曾在国会问询中明确表示：“政府不会否认学术会议推荐的人选。”強化了政府和政治人物不介入日本學術會議這一學術最高地位的運作。
然而菅义伟此次拒绝任命其中6名会员，引發日本學術界轟動，這是1949年戰後日本学术会议設立以來首次出現的異常情況，有首相干預學術界最高機構的運作尤其是人事權任命。學術界的反撲聲浪逐漸上升，官邸門口常態聚集數百學術界人員抗議，10日下午已有14万人連署反對，任命風波登上日本地区推特热门趋势榜单一度升至榜首。
| 姓名     | 單位     | 領域       |
| -------- | -------- | ---------- |
| 蘆名定道 | 京大     | 基督教學   |
| 宇野重規 | 東大     | 政治學     |
| 岡田正則 | 早大     | 行政法     |
| 小澤隆一 | 慈惠醫大 | 憲法       |
| 加藤陽子 | 東大     | 日本近代史 |
| 松宮孝明 | 立命館大 | 刑法       |

《东京新闻》等媒體整理後發現被拒絕的六人多數是曾經明確旗幟發表反對自民黨修憲和軍事情報相關法規的人員，反對日本突破戰後體制的學者。例如松宫教授曾于2017年批评安倍政府推出的“共谋罪”法案是“战后最恶治安立法”，因该法规定只要共同谋划犯罪就将受到处罚，此举威胁个人隐私和言论已經與許多日本批判的國家無異。而加藤教授在2010年出版的《尽管如此，日本人还是选择了战争》一书在日本影响很大，她对日本参加、发动战争的整个过程詳細考據並呈現於世人，描述偏向負面與荒誕，認為再次給予日本政府與戰爭相關的權力是一錯誤。
日本学术会议2020年10月3日向内阁寄去请愿书敦促尽快任命6人，而菅义伟表達強硬是基于“综合性、俯瞰性的观点”作出判断。且指出日本学术会议每年花费政府10亿日元预算，“我一直在思考，直接任命推荐人选的惯例是否应该继续沿用”。表達因為日本學術會議有拿預算所以首相有權介入的立場，撕毀了1983年的法律案审议录承諾。日媒TBS报道，日本立宪民主党国会对策委员长安住淳5日表示政府影响学术自由，“这将动摇日本国家的根基”在野党将会追究到底，日本媒體將之比喻為1933年发生的泷川事件。由私立大學及短期大學教職員工會組成的「日本私立大學教職員組合連合」（簡稱日本私大教連）2020年10月3日發表緊急聲明批評菅義偉此舉「將在日本學術會議歷史上留下汙點」。英国《自然》杂志8日刊登社论婉轉提及日本学术会议一事，希望能够尊重学术独立性。NHK统计截至10月9日，包括日本物理学会、生物科学学会在内的90多个学术组织发布紧急声明，对日本政府拒绝任命学术会议六人一事抗議。

### 續辦東京奧運
菅义伟上任後，首要面對的難題即Covid-19疫情下是否續辦2020年東京奧運，並面臨一些民意壓力要求取消，最終奧運仍在延期一年後，於2021年7月23日如期開幕，並順利於8月8日閉幕。儘管順利完成奧運的舉辦，然而並未替菅義偉的聲望與支持度的提昇產生作用，根據《朝日新聞》於奧運結束後公布的民調，他的支持率滑落到28%，這是自2020年9月上任以來支持率首次低於30%。

### 外交活動
2020年10月18日起，菅義偉对越南和印尼进行为期四天的访问，這是菅義偉擔任首相以來首次外訪。

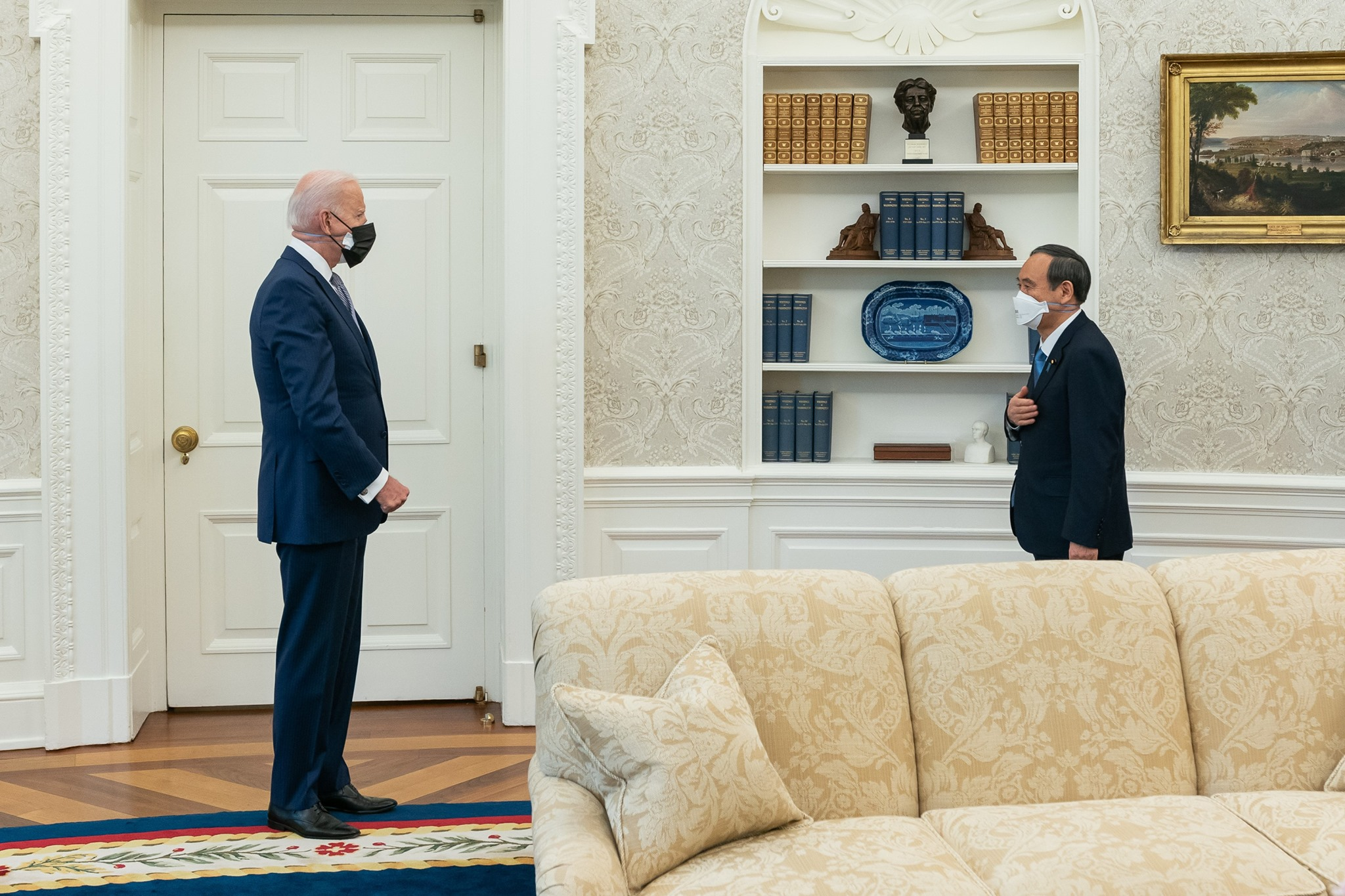
2021年4月16日菅义伟在白宫与美国总统乔·拜登会面

2021年4月16日，菅义伟访问美国，在白宮与美国总统乔·拜登会面。他成为拜登就任以来首位访问美国的外国领导人。4月21日，菅義偉以内阁总理大臣的名义，向靖国神社供奉真榊祭品。

### 辭任

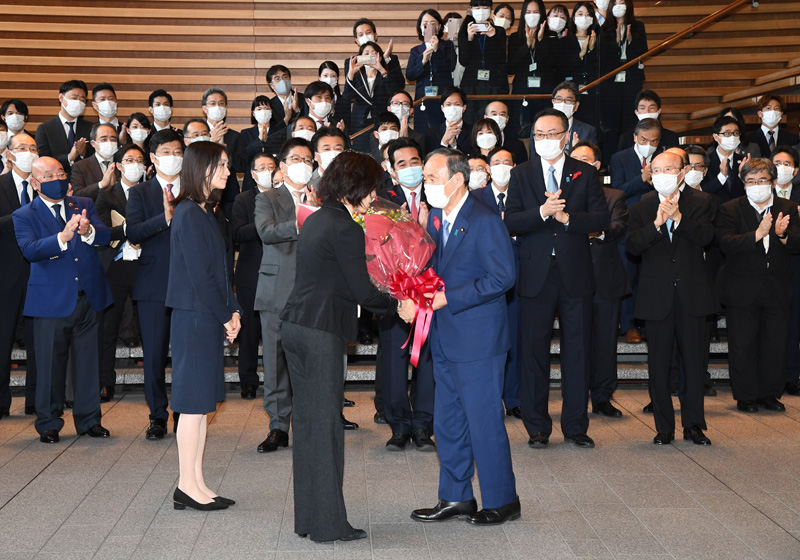
菅義偉內閣辭職

2021年8月22日的橫濱市長選舉，由於菅義偉不支持現任的林文子，強推自己前上司的兒子兼戰友小此木八郎參選，結果令在野黨立憲民主黨推出的山中竹春當選，由於菅義偉與小此木八郎的選區在橫濱市，所以對其聲望造成嚴重打擊，未幾媒體公佈的內閣支持率創新低。
由於9月底自民黨總裁任期屆滿，10月中眾議院任期屆滿，到底那個選舉先行亦令自民黨內議論紛紛，最後自民黨公佈，自民黨總裁選舉在9月17日公示、9月29日開票，事前菅義偉表示自己當然會爭取連任。
8月26日，前政調會長岸田文雄宣佈參選自民黨總裁，提出「黨役員一年一期，不得連任超過三期」政綱，被指針對黨幹事長二階俊博，因為二階出任幹事長已經五年，並招降在野黨的議員進自己派系（有的更沒有入黨），與其他派系的議員爭地盤引發各派系不滿。並且有不少年資淺的議員表示很難再支持菅義偉連任總裁。
8月30日，傳出菅義偉與黨幹事長二階俊博討論時表示希望改組黨領導層，二階表示可以下台。翌日傳出菅義偉打算於9月6日改組黨領導層，重用河野太郎等人，並有意在總裁選前提早解散眾議院大選，但以往是總裁連任後才改組黨領導層，這樣選前就改組的佈局令人感到奇怪，以小泉純一郎為例，當日他連任總裁後才改組黨及內閣，然後再解散眾議院大選。並且提早於總裁選前舉行大選引來多方（包括安倍晉三）的反對。後來岸田文雄表明，自己當選總裁會重新任命自己屬意的黨領導層。
9月1日，菅義偉接受訪問表示不會提早解散眾議院。9月2日，菅義偉向二階幹事長表示，自己會參選競逐連任自民黨總裁。菅義偉與副首相麻生太郎會面時，提出在9月6日的改組中起用麻生派的河野太郎，但麻生太郎反對，不希望屬於明日之星的河野將來與菅一起「沉下去」。而安倍晉三亦拒絕與菅義偉在黨人事上合作。由於安倍有影響力的細田派與麻生太郎的麻生派也拒絕合作，令菅感到被孤立起來。
2021年9月3日，菅義偉臨時決定在上午11:30召開自民黨役員會，並在11:20向二階幹事長表示自己不出馬。菅義偉在役員會上宣布不參與月底的自民黨總裁選舉，以全力因應嚴重特殊傳染性肺炎的疫情。菅義偉總裁任期到9月底屆滿，將請辭首相。10月4日，菅义伟内阁总辞，新任自民党总裁岸田文雄随即接替菅义伟出任内阁总理大臣。

## 荣誉

### 外国勋章奖章
- 奥兰治-拿骚骑士大十字勋章（荷兰，2014年10月25日公布[23]）：荷兰国王威廉-亚历山大于2014年10月29日至31日对日本进行国事访问。
- 民事功绩大十字勋章（西班牙语：Orden del Mérito Civil (España)）（西班牙，2017年3月31日批准[24]）：西班牙国王费利佩六世于2017年4月4日至7日对日本进行国事访问。
- 奥林匹克金质勋章（国际奥委会，2021年8月8日于东京颁发[25]）
- 友谊勋章（越南，2024年8月7日颁发[26]）：菅义伟时任日越友好议员联盟高级顾问。

## 所屬團體、議員連盟
- 再挑戰支援議員連盟（幹事長）
- 日韓議員聯盟
- 日本会议国会議員懇談会（副會長）

## 评论
2020年9月24日，马来西亚前首相马哈迪·莫哈末接受日本共同社访问时谈到菅义伟政府上台后的日本，他说：“像韩国、中国那样，必须向新技术投资”，认为应当积极开展数字化等尖端技术的研究开发。

## 著書
- 《政治家的覺悟 改變官僚》（文藝春秋企畫出版部、2012年3月12日、ISBN 978-4160087422）

## 外部連結
- 官方网站
- 菅义伟的X（前Twitter）
- 菅义伟的Facebook專頁
- 菅义伟的Instagram帳戶
- YouTube上的菅义伟頻道

| 政府职务        | 政府职务                                          | 政府职务        |
| --------------- | ------------------------------------------------- | --------------- |
| 前任： 安倍晋三 | 内阁总理大臣 第99任：2020年－2021年               | 繼任： 岸田文雄 |
| 前任： 藤村修   | 內閣官房長官 第81－83任：2012年－2020年           | 繼任： 加藤勝信 |
| 前任： 竹中平藏 | 总务大臣 第7任：2006年－2007年                    | 繼任： 增田宽也 |
| 前任： 職位創設 | 特命擔當大臣（地方分権改革） 首任：2006年－2007年 | 繼任： 增田宽也 |
| 政党职务        |                                                   |                 |
| 前任： 安倍晋三 | 自由民主黨總裁 2020年－2021年                     | 繼任： 岸田文雄 |
| 前任： 麻生太郎 | 自由民主黨副總裁 2024年                           | 繼任： 現任     |